# Reinhard Trischak
Reinhard Trischak (* 1963 in Eisenstadt) ist ein Generalmajor des österreichischen Bundesheeres und stellvertretender Befehlshaber des Multinationalen Kommandos Operative Führung der Bundeswehr in Ulm.

## Militärische Laufbahn
Reinhard Trischak trat 1981 in das Bundesheer ein und war unter anderem von 1985 bis 1989 Kompaniechef / Kompaniekommandant (österreichische Bezeichnung) der Ausbildungskompanie des Landwehrstammregiments 22. Es folgte im Jahr 1989 sein erster Auslandseinsatz (siehe Auslandseinsätze) als Duty Officer im United Nations Disengagement Observer Force Austrian Battalion (UNDOF Ausbatt).

### Dienst als Stabsoffizier
1991 bis 1994 absolviert er den 13. Generalstabslehrgang an der Landesverteidigungsakademie in Wien. Es folgte die Verwendung als G4 der 9. PzGrenBrig. 2003 übernahm er das Kommando über das österreichische Jagdkommando. Im Anschluss an diese Verwendung wurde er Referent in der Abteilung Militärpolitik des Bundesministeriums für Landesverteidigung. 2000 bis 2003 sowie von 2006 bis 2008 diente er in Brüssel im EU-Militärstab zuletzt als Director Policy and Plans.

### Dienst im Generalsrang
2009 erfolgte die Beförderung zum Brigadier und Bestellung zum Abteilungsleiter Militärpolitik des Bundesministeriums für Landesverteidigung. 2019 wurde er zum Generalmajor befördert und trat seinen Dienst als Force Commander EUFOR ALTHEA in Bosnien und Herzegowina an. Im Frühjahr 2021 wurde er mit der Funktion des stellvertretenden Kommandeurs des Multinationales Kommando Operative Führung ULM betraut.

### Auslandseinsätze
- im Rahmen der KFOR im Kosovo[1]
- Rahmen der United Nations Disengagement Observer Force (UNDOF) in Syrien (Golanhöhen)[1]
- 26. Juni 2019 bis 14. Januar 2021 als Kommandeur der EUFOR in Bosnien und Herzegowina[4]

## Privates
Trischak ist verheiratet und hat zwei Kinder.